# Mutsuzawa
Mutsuzawa (睦沢町 Mutsuzawa-machi?) es un pueblo en la prefectura de Chiba, Japón, localizado en la parte centro-este de la isla de Honshū, en la región de Kantō. El 1 de marzo de 2021 tenía una población estimada de 6761 habitantes y una densidad de población de 190 personas por km².

## Geografía
Mutsuzawa se encuentra en la parte central de la prefectura de Chiba, en la zona montañosa que divide el centro de la península de Bōsō. Su geografía consiste principalmente en colinas onduladas, a veces empinadas.

## Historia
Mutsuzawa ha estado habitado desde la antigüedad y tiene varios túmulos funerarios del período Kofun. Myōraku-ji, un templo fundado en el período Heian, alberga una estatua de madera del Dainichi Nyorai sentado, que ha sido designada como Bien Cultural Importante de Japón. En el período Edo, Mutsuzawa era parte del dominio Ōtaki.
La villa moderna de Mutsuzawa se formó en 1955 como una fusión de los aldeas de Tsuchimutsu, Mizusawa y una parte del pueblo de Chōnan. Fue elevada al estatus de pueblo en 1983.

## Demografía
Según los datos del censo japonés, la población de Mutsuzawa se mantuvo estable en los últimos 40 años, aunque comenzó a disminuir desde el 2000.
| Gráfica de evolución demográfica de Mutsuzawa entre 1950 y 2015 |
|                                                                 |
| Oficina de Estadísticas de Japón                                |